# Талышинский, Мир Абульфат-хан
Мир Абульфат-хан (Ага-хан) Талышинский (азерб. Ağaxan Talışınski; 19 сентября 1885, Ленкорань, Бакинская губерния, Российская империя — 21 декабря 1949, Баку, Азербайджанская ССР) — азербайджанский советский медик, врач-ортопед. педагог, доктор медицинских наук (1937), профессор (1939), один из организаторов здравоохранения Азербайджана, основоположник травматологии в Азербайджане

## Биография
Из дворян, сын Мир-Рза-Кули-хана Талышинского (1863-1932).
В 1909 году окончил Первую Бакинскую мужскую гимназию. В 1916 году — медицинский факультет Императорского университета св. Владимира в Киеве.
С 1916 по март 1917 года работал ординатором в Харьковском госпитале общества Красного креста. С апреля 1917 г. — в хирургическом отделении Бакинской городской клинической больницы.
дипломат. В 1919 году был почётным вице-консул Украинской Народной Республики в Азербайджане.
С 1920 года работает на кафедре общей хирургии Бакинского государственного университета. Преподавал хирургию и травматологию-ортопедию студентам медицинского факультета университета. В 1930 году основал отделение травматологии в Бакинской больнице им. Семашко.
В 1931 г. был избран доцентом кафедры общей хирургии Бакинского университета, вёл курсы ортопедии и травматологии. В 1935 г. издал первое учебное пособие по травматологии на азербайджанском языке для студентов медицинского института.
В 1938-1944 годах заведовал кафедрой травматологии-ортопедии  Азербайджанского института усовершенствования врачей.
В 1939 году решением ученого совета Азербайджанского медицинского института стал профессором и заведующим кафедрой травматологии-ортопедии и военно-полевой хирургии Института усовершенствования врачей Азербайджанской Республики.
Во время Великой Отечественной войны являлся главным хирургом военного госпиталя. После окончания Отечественной войны основал Бакинский НИИ травматологии и восстановительной хирургии, где возглавил отделение травматологии-ортопедии, которым руководил до конца жизни.
Сын Талышинского - доктор медицинских наук Мамед Бахшиев (род. 1947) был  женат на Азине Тофиг гызы Аслановой, внучке дважды героя Советского Союза, гвардии генерал-майора танковых войск Ази Агадовича Асланова.